# برود (استان خاسکوو)
برود (به بلغاری: Brod) یک منطقهٔ مسکونی در بلغارستان است که در شهرستان دیمیترووگراد واقع شده‌است.